# Puyehue-Cordon Caulle
De Puyehue is een complexe vulkaan met een hoogte van 2.236 meter, gelegen in Chili. Samen met de Cordón Caulle vormt deze vulkaan een bergmassief in het Nationaal Park Puyehue in de Andes in de provincie Ranco. De groep staat dan ook bekend als het Puyehue-Cordon Caulle vulkanische complex. Het complex heeft vier verschillende vulkanen namelijk de Cordillera Nevada caldera, de Mencheca-vulkaan, de spleetvulkaan Cordon Caulle en de stratovulkaan Puyehue. Het vulkanisch complex heeft het lokale landschap hervormd waar sintelkegels, lavakoepels, kraters en caldera's terug te vinden zijn. Puyehue is gelegen in de Zuidelijke Vulkanische Zone bij de vulkanische gordel van de Andes.

## Geologie
Het vulkanisch complex met Puyehue, Cordon Caulle en Mencheca is al minstens 300.000 jaar actief. Bij de Cordillera Nevada caldera en de Mencheca is er zelfs al activiteit sinds het Plioceen. In de laatste 300.000 jaar onderging de vulkaan een serie aan veranderingen qua magmatische samenstelling en uitbarstingskarakter. 300.000 jaar geleden zwakte de Mencheca - gelegen ten noordoosten van de Puyehue kegel. De Sierra Nevada groeide met de tijd tot in een grote schildvulkaan, terwijl op datzelfde moment ook de Cordon Caulle ontstond. De oudste gesteenten van de Puyehue zijn 200.000 jaar oud, wat erop wijst dat de vulkaan ook ongeveer die leeftijd heeft. Er wordt vermoed dat zo een 100.000 jaar geleden tussen het Saalien en de laatste IJstijd: het Weichselien er een zware vulkaanuitbarsting was, omdat er toen grote hoeveelheden ignimbriet genaamd San Pedro werden geproduceerd. Een geschatte oppervlakte van 1500 km² werd daarbij bedekt. De uitbarsting werd ook geassocieerd met de vorming van de caldera van Cordillera Nevada. Sinds de laatste IJstijd zijn enkel de Puyehue en de Cordon Caulle uitgebarsten. 7000 tot 5000 jaar geleden had de Puyehue ryolitische uitbarstingen waarbij lavakoepels ontstonden. Ook 1100 jaar geleden was de vulkaan actief met een serie aan phreatomagmatische en sub-plinische uitbarstingen.

## Recente uitbarstingen

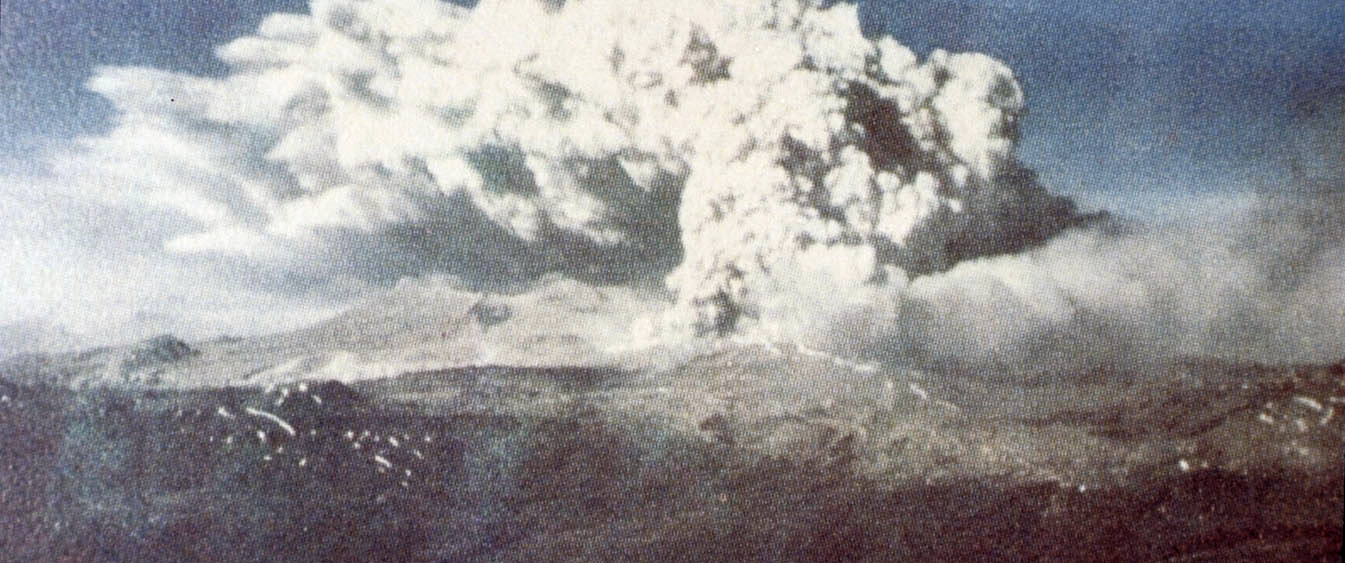
Uitbarsting van de Cordon Caulle naar aanleiding van de Valdivia-aardbeving in 1960

Gegevens van uitbarstingen van de Cordon Caulle - de enige actieve vulkaan - zijn relatief schaars. Tijdens de vorige eeuw is de vulkaan zeker meerdere keren uitgebarsten. De uitbarsting van 13 december 1921 die drie maanden aanhield was er een van het subplinische type (VEI 3) met een aswolk die 6,2 km de hoogte inging. De uitbarsting ging gepaard met krachtige explosies en een hoge seismiciteit. In 1929 en 1934 waren er twee spleeterupties.
Op 24 mei 1960 volgde amper 38 uur na de zwaarste aardbeving ooit gemeten op aarde met een kracht van 9,5 op de schaal van Richter een ryodacitische spleeteruptie. De uitbarsting kreeg destijds weinig aandacht in de media door de schade en de doden veroorzaakt door de aardbeving. As werd 8 kilometer in de lucht gestoten, en de uitbarsting bleef twee maanden aanhouden. De uitbarsting haalde een 3 in de vulkanische-explosiviteitsindex.
Op 4 juni 2011 begon de recentste uitbarsting. Na de uitbarsting werden 3.500 mensen geëvacueerd vanuit de nabijgelegen gebieden. De aswolk bereikte snel de Argentijnse stad Bariloche. Door de vulkanische as moest het plaatselijke vliegveld gesloten worden. Later deze dag werd een oostelijker gelegen vliegveld nabij Neuquén vanwege de aswolk gesloten. De as bereikte een hoogte van 12 km. De uitbarsting was tot de uitbarsting van de vulkaan op het Tongaanse eiland Hunga Tonga-Hunga Ha'apai de zwaarste vulkaanuitbarsting op Aarde waargenomen in de 21ste eeuw.

## Galerij

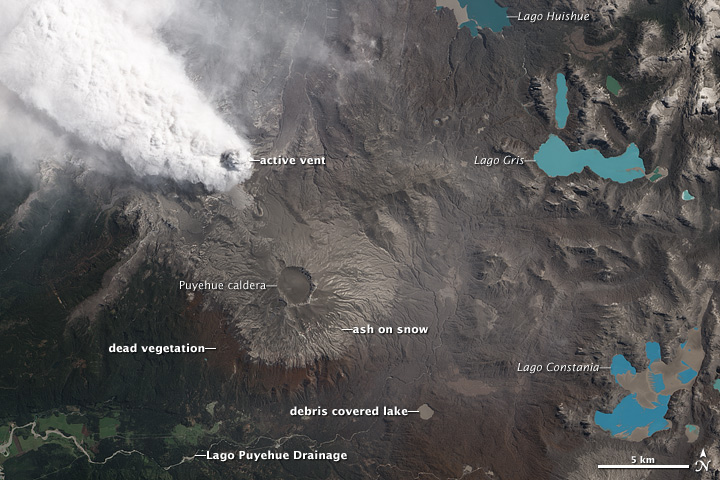
Uitbarsting in 2011 gefotografeerd door NASA.
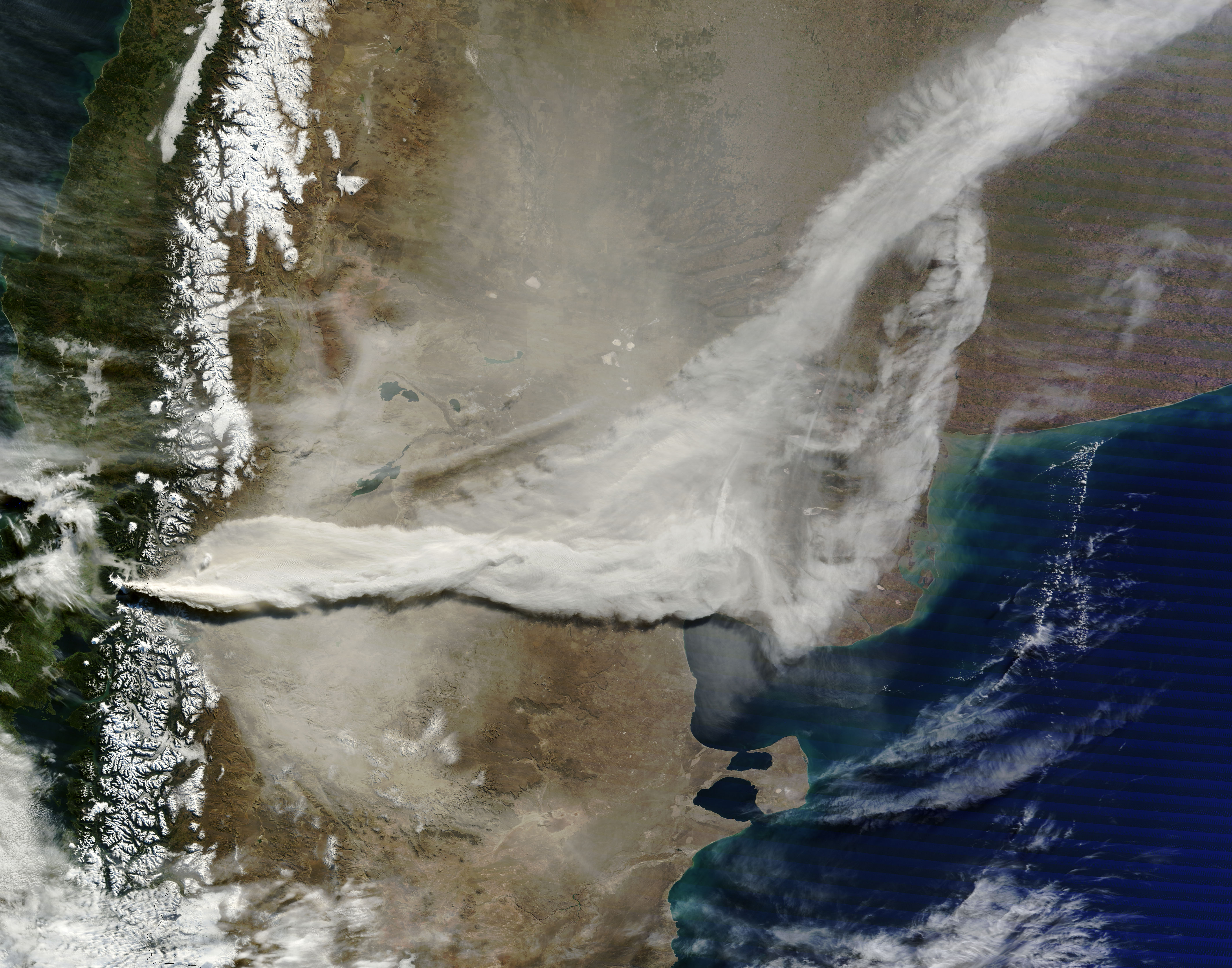
Aswolk vanuit de ruimte gefotografeerd door NASA
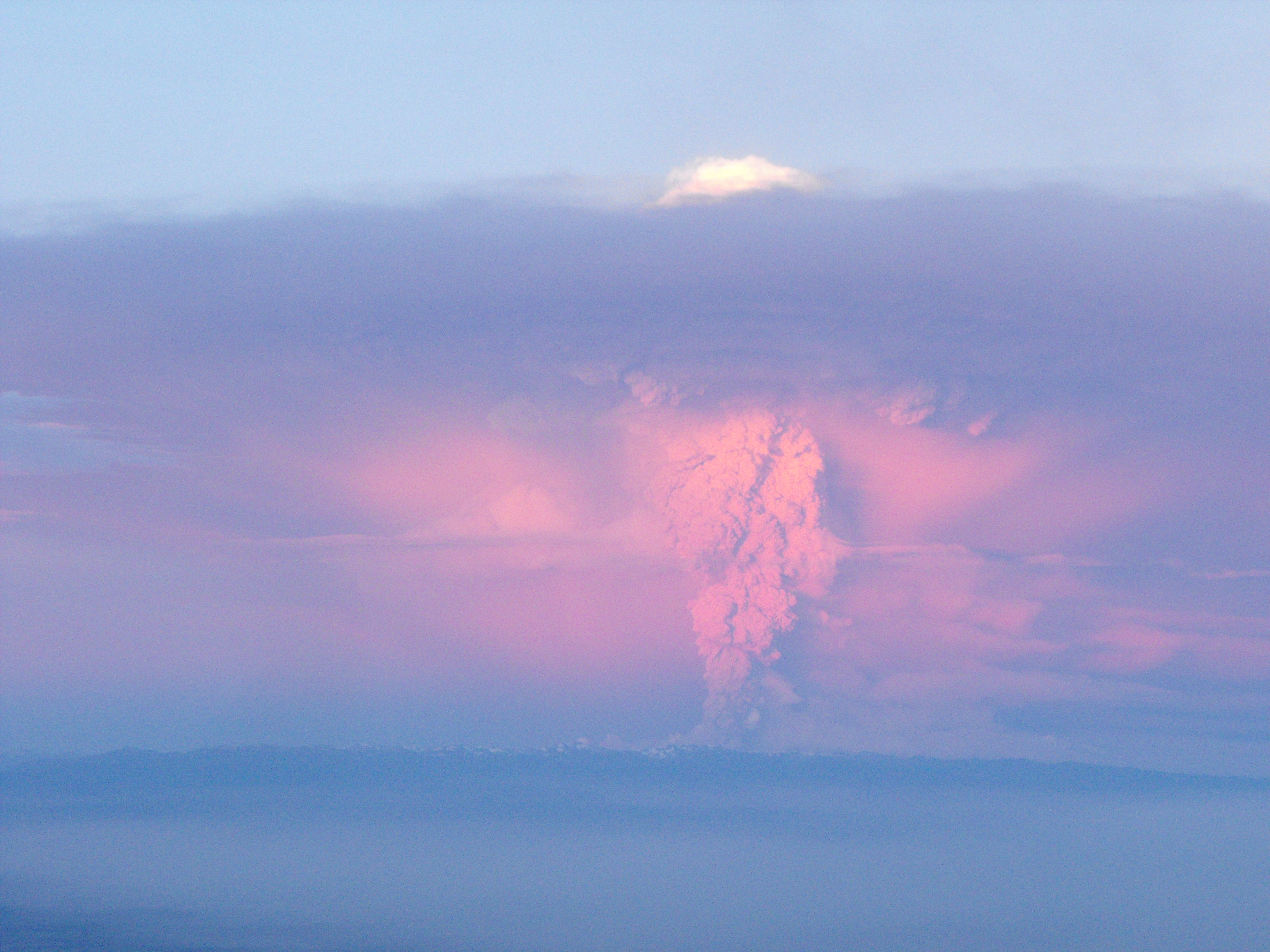
De uitbarsting in 2011
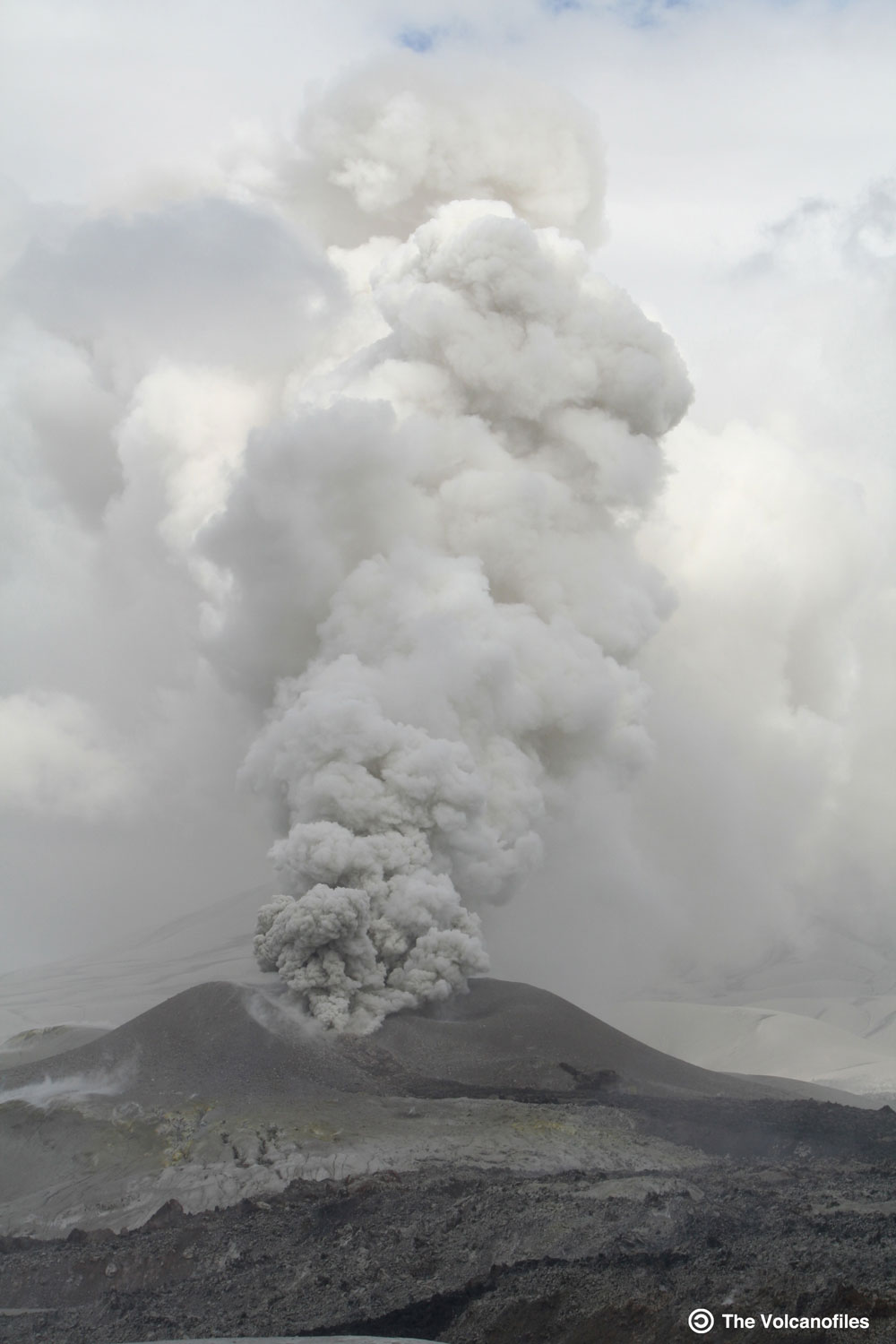
Uitbarsting gefotografeerd in Februari 2012
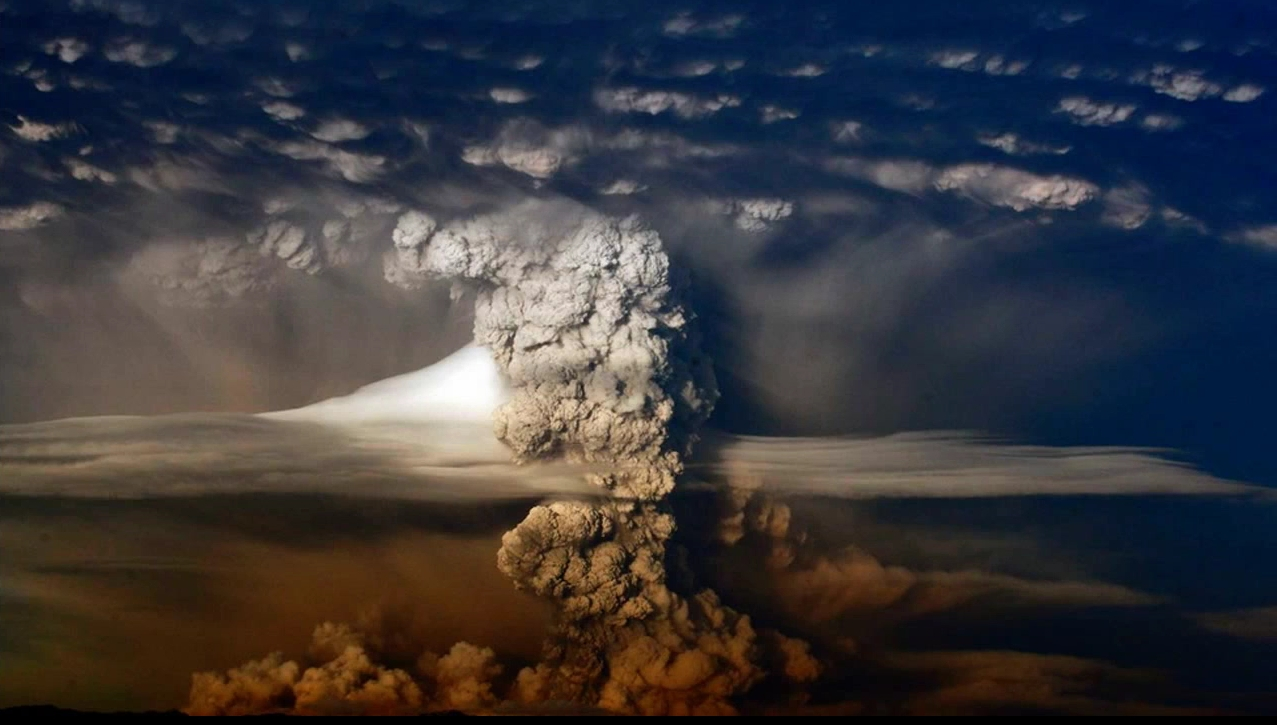